# Keanu
Der Name Keanu (hawaiisch ke anu „der Kühle“) kommt aus Hawaii. Die gelegentliche Vergabe dieses Vornamens setzte in Deutschland in den 1990er Jahren ein.

## Bekannte Namensträger
- Keanu Baccus (* 1998), australisch-südafrikanischer Fußballspieler
- Keanu Ebanks (* 1994), britischer American-Football-Spieler
- Keanu Neal (* 1995), US-amerikanischer Footballspieler
- Keanu Reeves (* 1964), kanadischer Schauspieler
- Keanu Staude (* 1997), deutscher Fußballspieler